# Torremontalbo
Torremontalbo tỉnh và cộng đồng tự trị La Rioja, phía bắc Tây Ban Nha. Đô thị này có diện tích là 8,07 ki-lô-mét vuông, dân số năm 2009 là 15 người với mật độ 1,86 người/km². Đô thị này có cự ly 26 km so với Logroño.